# Hattah-Kulkyne-Nationalpark
Der Hattah-Kulkyne-Nationalpark ist ein Nationalpark im Nordwesten des australischen Bundesstaates Victoria, 417 km nordwestlich von Melbourne und 60 km südlich von Mildura.
Der Park liegt in der Murray-Mallee-Region, die für ihren roten Staub und die semiaride Buschvegetation, besonders aus Eukalyptus bestehend, bekannt ist. Im Nordosten grenzt der Park an den Murray River. Im Park gibt es etliche Seen; der größte davon ist Lake Hattah. In den Sommermonaten trocknen diese Seen und ihre Zuflüsse vollständig aus.
Im Hattah-Kulkyne-Nationalpark gibt es über 200 Vogelarten. Er ist beliebt für Wanderungen und Zeltausflüge von Schulen. Es gibt nur wenige Straßen und Wege im Park, aber etliche Starkstrom- und Telefonleitungen durchziehen ihn oder führen in der Nähe vorbei. Im Bereich dieser Leitungen wurde großzügig abgeholzt.